# Мидийская стена
Мидийская стена (др.-греч. τὸ Μηδίας καλούμενον τεῖχος, лат. Medĭcus muras) — древнее укрепление, построенное до VIII века до н. э. ассиро-вавилонянами в узком перешейке между Тигром и Евфратом против набегов кочевников. По другой версии, была возведена во второй половине царствования Навуходоносора II. По свидетельству видевшего Мидийскую стену Ксенофонта, она была длиной 20 парасангов (около 100 км), высотой до 200 и толщиной до 20 футов. Сложена стена была из обожжённого кирпича. Остатки её видело римское войско во время персидского похода Юлиана Отступника. Развалины были найдены Линчем в 1837 году.
Ранее цари III династии Ура первыми построили оборонительную стену, чтобы остановить продвижение кочевых племен амурру в Месопотамию. Они назвали её стеной Марду (на аккадском языке «мурик тидним» — «отгоняющая кочевников»). Строительство началось при Шульги, длина укрепления составила около 63 километров; завершено при Шу-Суэне, когда длина стены составила около 275 километров. Стена, вероятно, начиналась от Евфрата у Умм-Рауса, недалеко от современной Хаббании , и доходила до реки Тигр у Самарры, а затем продолжалась к северу от реки Дияла. Стена прослужила своему назначению лишь недолгое время: ещё во времена Шульги один из офицеров пожаловался царю, что у него недостаточно людей для ремонта стены и защиты от кочевников. При сыне Шу-Суэна и последнем правителе династии Ибби-Суэне кочевники наконец прорвали оборону.